# Jenny Meadows
Jennifer Brenda »Jenny« Meadows, angleška atletinja, * 17. april 1981, Wigan, Anglija, Združeno kraljestvo.
Nastopila je na poletnih olimpijskih igrah leta 2008 in se uvrstila v polfinale teka na 800 m. Na svetovnih prvenstvih je osvojila bronasti medaljo v teku na 800 m in štafeti 4x400 m leta 2009, na svetovnih dvoranskih prvenstvih srebrno medaljo leta 2010 v teku na 800 m, kot tudi na evropskih prvenstvih istega leta, na evropskih dvoranskih prvenstvih pa naslov prvakinje v teku na 800 m in srebrno medaljo v štafeti 4x400 m leta 2011.